# اینترکشن
اینترکشن (انگلیسی: Interxion) شرکت خوشه‌ای هلندی است، که در سال ۱۹۹۸ تأسیس شد.